# Chignolo Po
Chignolo Po là một đô thị ở tỉnh Pavia trong vùng Lombardia của Ý, có cự ly khoảng 45 km về phía đông nam của Milan và khoảng 25 km về phía đông của Pavia. Tại thời điểm ngày 31 tháng 12 năm 2004, đô thị này có dân số 3.502 người và diện tích là 23,1 km².
Đô thị Chignolo Po có các frazioni (các đơn vị trực thuộc, chủ yếu là các làng) Alberone, Lambrinia, và Bosco.
Chignolo Po giáp các đô thị sau: Badia Pavese, Miradolo Terme, Monticelli Pavese, Orio Litta, Rottofreno, San Colombano al Lambro, Santa Cristina e Bissone.